# Baey Yam Keng

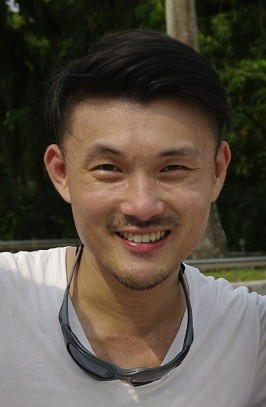
Baey Yam Keng (2012)

Baey Yam Keng (chinesisch 马炎庆, Pinyin Mǎ Yánqìng; * 1970) ist ein Politiker der People’s Action Party (PAP) aus Singapur, der unter anderem seit 2006 Mitglied des Parlaments ist und verschiedene Juniorministerposten innehatte. Seit 2018 ist er Parlamentarischer Staatssekretär im Verkehrsministerium sowie seit 2022 zusätzlich Parlamentarischer Staatssekretär im Ministerium für Nachhaltigkeit und Umwelt.

## Leben
Baey Yam Keng begann nach dem Besuch der Catholic High School sowie des Hwa Chong Junior College mit einem Stipendium der Wirtschaftsentwicklungsbehörde (Economic Development Board) ein Studium im Fach Biotechnologie am Imperial College of Science, Technology and Medicine, das er mit einem Bachelor of Science (B.Sc. Biotechnology) mit Auszeichnung beendete. Ein postgraduales Studium im Fach Biochemieingenieurwissenschaften am University College London (UCL) schloss er mit einem Master of Science (M.Sc. Biochemical Engineering) ebenfalls mit Auszeichnung ab. Nach Abschluss des Studiums trat er 1995 in den öffentlichen Dienst ein und war Mitarbeiter der Wirtschaftsentwicklungsbehörde, des Ministeriums für Handel und Industrie, des Ministeriums für Information, Kommunikation und Künste sowie des Nationalen Kunstrates. 2006 wechselte er in die Privatwirtschaft und war Vizepräsident für Corporate Marketing & Corporate Social Responsibility des Immobilienunternehmens CapitaLand Limited sowie zugleich Geschäftsführer der CapitaLand Hope Foundation.
Bei den Parlamentswahlen am 6. April 2006 wurde Baey für die People’s Action Party (PAP) im Gruppen-Wahlkreis GRC (Group Representation Constituency) Tanjong Pagar erstmals zum Mitglied des Parlaments gewählt. Zu Beginn seiner Parlamentszugehörigkeit war er Mitglied des Petitionsausschusses. 2009 wechselte er in das internationale Kommunikationsberatungsunternehmen Hill+Knowlton Strategies und war zwischen 2011 und 2012 Geschäftsführender Direktor in Singapur. Bei den Wahlen am 7. Mai 2011 wurde er im Wahlkreis Tampines GRC wieder zum Mitglied des Parlaments gewählt. 2013 erhielt er ein Lien-Stipendium der Nanyang Technological University (NTU) und war dort von 2013 bis 2015 als Adjunct Lecturer tätig.
Bei den darauf folgenden Wahlen am 11. September 2015 wurde Baey Yam Keng im Wahlkreis Tampines GRC für die PAP wieder zum Mitglied des Parlaments gewählt. Nach der Wahl wurde er am 1. Oktober 2015 von Premierminister Lee Hsien Loong erstmals in ein Regierungsamt berufen und fungierte bis zum 30. April 2018 als Parlamentarischer Unterstaatssekretär im Ministerium für Kultur, Gemeinschaft und Jugend  (Parliamentary Secretary, Ministry of Culture, Community and Youth). Im Anschluss wurde er am 1. Mai 2018 Parlamentarischer Staatssekretär im Ministerium für Kultur, Gemeinschaft und Jugend  (Senior Parliamentary Secretary, Ministry of Culture, Community and Youth) und bekleidete dieses Amt bis zum 26. Juli 2020. Seit dem 1. Mai 2018 ist er zudem Parlamentarischer Staatssekretär im Verkehrsministerium (Senior Parliamentary Secretary, Ministry of Transport). Bei den Wahlen am 11. Juli 2020 wurde er für die PAP im Wahlkreis Tampines GRC abermals zum Mitglied des Parlaments gewählt. Er ist zugleich Direktor des Chinesischen Entwicklungshilferates (Chinese Development Assistance Council) und wurde am 18. Juni 2022 außerdem Parlamentarischer Staatssekretär im Ministerium für Nachhaltigkeit und Umwelt (Senior Parliamentary Secretary, Ministry of Sustainability and the Environment).
Neben seiner beruflichen und politischen Tätigkeit ist Baey auch im Kultur- und Theaterbereich Singapurs tätig. Er verfügt als Gründungspräsident von The ETCeteras seit 2000 über langjährige Erfahrungen bei Theaterproduktionen und produzierte mehr als zehn Theaterstücke. 2017 erschien sein Buch 一言既出 (Sprich mit einem Wort) in chinesischer Sprache, eine Zusammenstellung von Artikeln für Zeitungskolumnen. Er ist mit der Dramatikerin und Regisseurin Lim Hai Yen verheiratet und Vater dreier Kinder.